# السنونو الأحمر الردف
السنونو الأحمر الردف او السنونو أحمر العجز (الاسم العلمي: Hirundo daurica) أو (الاسم العلمي: Cecropis daurica)(بالإنجليزية: Red-rumped Swallow)‏ هو طائر ينتمي إلى سنونو (فصيلة: Hirundinidae).